# Bilky (okres Chust)
Bilky (ukrajinsky Білки, česky a slovensky Bílky, maďarsky Bilke) je obec v okrese Chust, v Zakarpatské oblasti Ukrajiny. V roce 2004 zde žilo 8064 obyvatel.
V Bilkách je sídlo bilkyvské vesnické komunity, do které patří ještě:
| česky a slovensky | ukrajinsky       | maďarsky  |
| ----------------- | ---------------- | --------- |
| Imstyčovo         | Імстичово        | Misztice  |
| Lukovo            | Луково           | Lukova    |
| Malý Rakovec      | Малий Раковець   | Kisrákóc  |
| Zabolotne         | Заболотне        | Sárdik    |
| Velký Rakovec     | Великий Раковець | Nagyrákóc |

Bilkyvská vesnická komunita má rozlohu 149,2 km². V roce 2020 v ní žilo 20650 obyvatel.

## Historie
První písemná zmínka o obci pochází z roku 1245. Před uzavřením Trianonské smlouvy byla obec součástí Uherska. Poté byla součástí první československé republiky; byl zde obecní notariát, četnická stanice a poštovní úřad. V roce 1921 zde stálo 987 domů a žilo zde 5153 obyvatel, z toho 105 Čechoslováků, 3833 Rusínů, 126 Maďarů a 1004 Židů. Od roku 1945 byla obec součástí Ukrajinské sovětské socialistické republiky, která byla součástí SSSR, a nakonec od roku 1991 je součástí samostatné Ukrajiny.